# Sekstus Juliusz Afrykański
Sekstus Juliusz Afrykański (łac.: Sextus Iulius Africanus, ur. w Jerozolimie, zm. ok. 240 tamże) – historyk i podróżnik rzymski, należący do wspólnoty chrześcijańskiej w III wieku.

## Życie
Urodził się w Jerozolimie, większość życia spędził w palestyńskim Emaus. Przed 221 rokiem słuchał Heraklesa w szkole aleksandryjskiej. Należał do grona uczniów i przyjaciół Orygenesa. Przyjaźnił się też z Abgarem IX królem Edessy. Był posłem do cesarza rzymskiego w sprawie miasta Emaus. Dzięki jego staraniom u cesarza Heliogabala, Rzymianie odbudowali zrujnowane Emaus, wznosząc w tym miejscu nowe miasto Nicopolis. Służył w armii Aleksandra Sewera. Na jego polecenie zorganizował bibliotekę w Panteonie.

## Twórczość
Był autorem Kronik świata (Chronographiáj), w których zestawił w 5 tomach, daty historii biblijnej i politycznej od stworzenia świata do roku 221. Datę stworzenia świata ustalił na 25 marca 5503 roku (era Sekstusa Juliusza Afrykańskiego). Był chiliastą („tysiącznikiem”) utrzymującym, że świat ma istnieć 6000 lat, a Wcielenie nastąpiło w połowie ostatniego tysiąclecia jego istnienia. Podawał więc, że Zwiastowanie miało miejsce 25 marca 3 p.n.e., a narodziny Chrystusa – 25 grudnia tego roku. Przewidywał koniec świata w 500 roku
Napisał ponadto Hafty (Kestòj, tytuł nawiązuje do magicznego pasa Afrodyty), dzieło podobne do Kobierców Klemensa Aleksandryjskiego, dedykowane Aleksandrowi Sewerowi, w którym zawarł wiadomości z różnych dziedzin wiedzy, głównie nauk przyrodniczych i taktyki wojennej oraz magii ujętej w duchu synkretycznym. 
Dzieła jego nie zachowały się w oryginale i są znane jedynie z licznych interpolacji i cytatów w dziełach Euzebiusza z Cezarei, Jana Malalasa, anonimowego autora Kroniki Paschalnej, Georgiosa Synkellosa oraz zachowanej pod imieniem Juliusza Polydeukesa Kroniki świata.
Zachowały się dwa listy Juliusza do Orygenesa i Arystydesa, pierwszy zawiera egzegezę historii Zuzanny z Księgi Daniela, drugi – genealogii Jezusa według ewangelistów Mateusza i Łukasza.